# 비르스펠덴

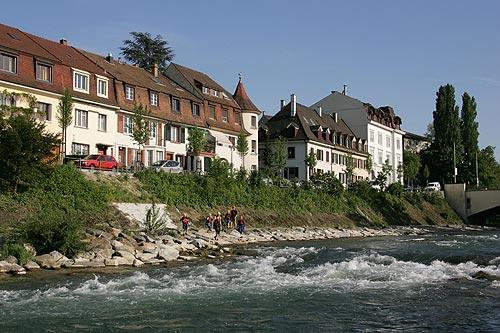
비르스펠덴

비르스펠덴(독일어: Birsfelden)은 스위스 바젤란트주에 위치한 도시로 면적은 2.52km2, 높이는 259m, 인구는 10,424명(2016년 3월 기준), 인구 밀도는 4,100명/km2이다. 바젤 교외에 위치하며 라인강 남안과 접한다.

시 문장

## 인구
역사적 인구는 다음의 차트와 같다:

## 자매 도시
- 스위스 플랑레우아트